# 衮布
衮布（？—1655年），清初喀尔喀蒙古土谢图汗部首领，第一任土谢图汗。
他的祖父是阿巴岱，父亲是额列克。1638年，土谢图汗衮布和札萨克图汗素巴第、车臣汗硕垒喀尔喀三汗，向清朝皇太极进“九白之贡”。1640年，喀尔喀三部与卫拉特四部会盟，制定《喀尔喀卫拉特法典》。清朝入关后，漠南蒙古苏尼特部的腾机思（博迪的玄孙）叛清，逃亡漠北。衮布和硕垒援助，被豫亲王多铎击败。之后，衮布又掠夺巴林部的人畜。1655年，衮布去世，喀尔喀三汗与清朝会盟，恢复关系。
衮布三子：长子察珲多尔济，袭爵土谢图汗；次子哲布尊丹巴一世，三子西第什哩，土谢图汗中右旗始祖。